# Petter Eliassen
Pour les articles homonymes, voir Eliassen.
Petter Eliassen, né le 1er décembre 1985 est un fondeur norvégien.

## Carrière
Il a débuté en Coupe du monde le 14 mars 2009, obtient un podium en relais en mars 2010 puis termine quatrième du 50 km libre d'Holmenkollen en 2013, son meilleur résultat individuel à ce jour.
Lors des Championnats du monde 2011, alors qu'il était bien placé dans le 50 km libre il a chuté près de l'arrivée et a fini onzième. Il termine également quinzième au 15 kilomètres.
En 2015 et en 2020, il remporte la plus grande course de sa carrière, la Vasaloppet.

## Palmarès

### Championnats du monde
| Épreuve / Édition           | Sprint                           | Sprint                           | 15 km                            | 15 km                            | Poursuite 2 × 15 km | 50 km | Relais | Relais    |
| Épreuve / Édition           | libre                            | classique                        | libre                            | classique                        | Poursuite 2 × 15 km | 50 km | Sprint | 4 × 10 km |
| Mondiaux 2011 Oslo          |                                  | Épreuve inexistante à cette date | Épreuve inexistante à cette date | 15e                              |                     | 11e   |        |           |
| Mondiaux 2013 Val di Fiemme | Épreuve inexistante à cette date |                                  |                                  | Épreuve inexistante à cette date |                     | 14e   |        |           |

### Coupe du monde
- Meilleur classement général : 35e en 2013.
- Meilleur résultat individuel : 4e.
- 1 podium en relais : 1 deuxième place.